# Sassen-Trantow
Sassen-Trantow é um município da Alemanha, situado no distrito de Vorpommern-Greifswald, no estado de Mecklemburgo-Pomerânia Ocidental. Tem 45,22 km² de área, e sua população em 2019 foi estimada em 825 habitantes.